# Associação Chapecoense de Futebol
Associação Chapecoense de Futebol, thường được gọi là Chapecoense và tên viết tắt là ACF, là một câu lạc bộ bóng đá Brazil, có trụ sở tại thành phố Chapecó ở bang Santa Catarina.
Bên cạnh bóng đá, câu lạc bộ có các hoạt động trong futsal mà câu lạc bộ đã được vô địch bang hai lần. Câu lạc bộ được thành lập vào năm 1973 với mục tiêu khôi phục bóng đá tại thành phố Chapeco, và giành được danh hiệu bang đầu tiên của họ vào năm 1977. Trong tất cả, câu lạc bộ đã giành được năm giải vô địch bang cho đến nay, lần cuối cùng trong năm 2016. câu lạc bộ tương đối nhỏ, họ bước vào giải đấu cao nhất của Brazil, Serie A lần đầu tiên vào năm 2014. trận đấu sân nhà của câu lạc bộ đang chơi ở Arena Condá.
Vào ngày 28 tháng 11 năm 2016, chuyến bay chở đội bóng bị rơi khi đang bay đến gần sân bay quốc tế José María Córdova gần Medellin, Colombia, nơi đội bóng đang đến để chơi trận chung kết lượt đi Copa Sudamericana 2016 với Atlético Nacional, trận đấu lớn nhất trong lịch sử của câu lạc bộ. 71/77 người trên máy bay tử nạn; chỉ có ba cầu thủ Chapecoense sống sót và bị chấn thương nghiêm trọng. Sau vụ tai nạn, Atlético Nacional đã yêu cầu CONMEBOL trao cho Chapecoense danh hiệu vô địch này, và đã được chấp nhận, sau đó CONMEBOL trao giải Fair Play cho Nacional.

## Lịch sử

### Thảm họa hàng không 2016
Vào tối ngày 28 tháng 11 năm 2016 lúc 22h15 giờ địa phương (3h15 ngày 29/11 giờ GMT), chuyến bay 2933 của LaMia chở theo 77 người, bao gồm cả nhân viên và cầu thủ từ câu lạc bộ, gặp nạn khi rơi tại miền trung Colombia, gần thành phố Medellin để dự chung kết lượt đi với Atletico Nacional.  Những cầu thủ còn sống sót là hậu vệ trái Alan Ruschel, thủ môn dự bị Jakson Follmann (người đã bị cắt cụt một chân do chấn thương và buộc phải giải nghệ), và trung vệ Neto. Một nhà báo, hai thành viên phi hành đoàn và bốn cầu thủ đã được tìm thấy còn sống, nhưng sau đó, thủ môn Danilo – cũng qua đời vì chấn thương quá nặng dù ban đầu sống sót sau vụ tai nạn. Thủ môn Nivaldo - người không lên chuyến bay, ngay sau khi tuyên bố giải nghệ ngay lập tức. Chuyến bay khởi hành từ Sao Paulo và quá cảnh tại Santa Cruz de la Sierra (Bolivia), tại đây phi cơ được tiếp thêm nhiên liệu để tiếp tục hành trình. Khi cất cánh được vài chục dặm thì sự cố chập điện xảy ra và chiếc máy bay định mệnh mất lái đâm vào sườn núi.
Sau quá trình điều tra kéo dài tới 15 tháng, cơ quan hàng không dân dụng Colombia mới đưa ra kết luận cuối cùng về nguyên nhân dẫn tới thảm họa ngày 28/11/2016 ấy. Báo cáo của cơ quan hàng không dân dụng Colombia cho hay phi hành đoàn đã tính toán không chuẩn, dẫn tới không tiếp đủ nhiên liệu cho máy bay từ khi cất cánh.Theo đó, máy bay gặp nạn vì không đủ nhiên liệu. Đáng buồn và cũng đáng trách ở chỗ, phi hành đoàn đã bỏ ngoài tai lời cảnh báo về thiếu nhiên liệu nên mới dẫn tới tai nạn thương tâm này. Khi sắp hết nhiên liệu, chuông và đèn cảnh báo trên máy bay đã được kích hoạt. Đáng ra máy bay cần được hạ cánh khẩn cấp xuống một trong 2 sân bay gần hơn so với sân bay Medellin để tiếp nhiên liệu. Nhưng phi hành đoàn đã quyết định cố bay tiếp đến Medellin, mặc cho chuông và đèn cảnh báo. Có thể họ sợ việc hạ cánh khẩn cấp để tiếp thêm nhiên liệu sẽ khiến họ phải chịu thêm phí và nộp phạt. Đó là quyết định sai lầm không bao giờ có cơ hội sửa chữa và phải trả cái giá quá đắt. Cuộc điều tra nói trên đã được tiến hành trong hơn 1 năm với sự tham gia của các chuyên gia đến từ Brazil, Bolivia, Mỹ, Colombia và Anh.
Atletico Nacional- đối thủ  tại chung kết, đã đề nghị nhà chức trách trao danh hiệu Copa Sudamericana cho Chapecoense, đội bóng là tâm điểm trong thảm kịch máy bay ở Colombia, như một cách tưởng niệm các thành viên xấu số của đội bóng này. Ý tưởng này nhận được sự đồng tình của đông đảo dư luận. "Danh hiệu Copa Sudamericana cần được trao cho CLB bóng đá Chapecoense như một chiếc Cup danh dự vì sự mất mát lớn của họ", Nacional đề nghị trong một thông báo chính thức.
Sau đó CONMEBOL đã quyết định trao chức vô địch Copa Sudamericana 2016 cho Chapecoense. Điều này đồng nghĩa với việc Chapecoense sẽ nhận Cup cộng với hai triệu đôla tiền thưởng cho nhà vô địch. Phó Chủ tịch Chapecoense, Ivan Tozzo hoan nghênh, gọi quyết định của CONMEBOL là "công bằng". "Chúng ta đảm bảo rằng rằng 'Chape' sẽ là các nhà vô địch. Đây là một cách rất đẹp để tưởng nhớ đến các thành viên xấu số của đội chúng tôi", Tozzo nói trong cuộc họp báo.
Quyết định của CONMEBOL cũng đồng nghĩa với việc Atletico Nacional về nhì ở Copa Sudamericana 2016. CLB Colombia này vì thế sẽ nhận khoản tiền thưởng một triệu đôla cho vị trí á quân. Bên cạnh đó, CONMEBOL còn trao giải Fair Play cho Nacional, để ghi nhận "tinh thần tương ái, cảm thông và thể thao cao thượng" của đội bóng này.

### Người tử nạn

#### Cầu thủ
- Ailton Cesar Junior Alves da Silva (Canela), 22
- Dener Assunção Braz (Dener), 25
- Marcelo Augusto Mathias da Silva (Marcelo), 25
- Matheus Bitencourt da Silva (Matheus Biteco), 21
- Mateus Lucena dos Santos (Caramelo), 22
- Guilherme Gimenez de Souza (Gimenez), 21
- Lucas Gomes da Silva (Lucas Gomes), 26
- Everton Kempes dos Santos Gonçalves (Kempes), 34
- Arthur Brasiliano Maia (Arthur Maia), 24
- Ananias Eloi Castro Monteiro (Ananias), 27
- Marcos Danilo Padilha (Danilo), 31
- Filipe José Machado (Filipe Machado), 32
- Sérgio Manoel Barbosa Santos (Sérgio Manoel), 27
- José Gildeixon Clemente de Paiva (Gil), 29
- Bruno Rangel Domingues (Bruno Rangel), 34
- Cléber Santana Loureiro (Cléber Santana), 35
- Josimar Rosado da Silva Tavares (Josimar), 30
- Willian Thiego de Jesus (Thiego), 30
- Tiago da Rocha Vieira Alves (Tiaguinho), 22

#### Nhân viên
- Luiz Carlos Saroli (Caio Júnior), HLV, 51

### Sau thảm họa
Sau khi thảm kịch xảy ra với Chapecoense, thế giới bóng đá đã dành nhiều hình thức để tưởng niệm đội bóng xấu số. Một số CLB Brazil, Peru thậm chí còn đề nghị cho Chapecoense mượn cầu thủ, để xây dựng lại đội bóng và có quân để đi thi đấu. Sao Paulo, CLB sáu lần vô địch Brazil, đề xuất miễn trừ Chapecoense khỏi suất xuống hạng trong ba mùa giải Serie A tới. Sau đó Chapecoense cùng thành phố nơi họ đóng quân - Chapeco - tổ chức lễ tang tập thể cho các nạn nhân rơi máy bay. Khoảng 13.000 người tham dự, tiễn đưa những cầu thủ, thành viên ban huấn luyện xấu số về nơi an nghỉ cuối cùng. Sau khi các thành viên của Chapecoense gặp tai nạn, hàng loạt nhân vật tiếng tăm trong làng bóng đá thế giới đã bày tỏ sự tiếc thương, trong đó có cả Pele và Romario. "Tôi rất buồn vì thảm kịch này. Tôi xin gửi lời chia buồn đến bạn bè, người thân của những cầu thủ, nhà báo, đội ngũ kỹ thuật và phi hành đoàn". Romario nói. Nhiều ngôi sao bóng đá, CLB chia sẻ nỗi buồn với gia đình và bạn bè thành viên Chapecoense, đội bóng mới mất 19 cầu thủ trong tai nạn máy bay tại Colombia. Nhiều sự kiện bóng đá trên toàn thế giới có hoạt động tưởng nhớ các thành viên của đội bóng xấu số,như Barcelona mời Chapecoense chơi trận tranh Cup Joan Gamper

## Danh hiệu

### Quốc tế
- Copa Sudamericana:  Vô địch 1 (2016)

### Trong nước
- Campeonato Catarinense: 7 (1977, 1996, 2007, 2011, 2016, 2017, 2020)
- Copa Santa Catarina: 1 (2006)
- Taça Santa Catarina: 2 (1979, 2014)
- Taça Plinio Arlindo De Nes: 1 (1995)
- Campeonato Seletivo: 1 (2002)
- Copa da Paz: 1 (2005)